# Papás por conveniencia
Papás por conveniencia là một bộ phim truyền hình dài tập của México do Rosy Ocampo sản xuất cho TelevisaUnivision. Phim có sự tham gia của José Ron và Ariadne Díaz.Phim được phát sóng trên Las Estrellas từ ngày 21 tháng 10 năm 2024 đến ngày 9 tháng 2 năm 2025. Vào tháng 2 năm 2025, một bộ phim truyền hình tiếp theo đã được xác nhận.

## Diễn viên
- José Ron vai Tino Guevara
- Ariadne Díaz vai Aidé Mosqueda
- África Zavala vai Federica
- Ferdinando Valencia vai Guzmán Muriel
- Ernesto Laguardia vai Jason
- Daniela Luján vai Clara Luz
- Martín Ricca vai Rudolf
- María Chacón vai Lichita Chagoyan
- Miguel Martínez vai Chano
- Jonathan Becerra vai El Calacas
- Lambda García vai Facundo
- Sherlyn vai Silvana
- Leticia Perdigón vai Bertha
- Cecilia Gabriela vai Pura
- Horacio Pancheri vai Dámaso Rivera
- Victoria Viera vai Circe
- Emilio Beltrán vai Ulises
- Joaquín Bondoni vai Checo Chamorro Chagoyan
- María Perroni vai Chofis Chamorro Chagoyan
- Sandra Sánchez Cantú vai Rina
- Eduardo Zayas vai Augusto
- Camila Núñez vai Scarlet
- Constantino Alonso vai Pipe
- Juan Pablo Velasco vai Emiliano
- Mateo Saavedra vai Chuchito Chamorro Chagoyan
- Tania Nicole vai Lila
- José Remis vai Igor
- Adriana Fonseca vai Paulina[7]
- Roxana Puente
- Imanol Landeta[8]
- Iván Caraza
- Natalia Álvarez
- Lukas Urkijo

### Ngôi sao khách mời
- Haydeé Navarra
- Ricardo Barona
- Andrés Giardello
- Odemaris Ruiz
- Yurem Rojas
- Naidelyn Navarrete
- Daniela Aedo[9]
- Fabián Chávez